# 新村街道 (北京市)
新村街道，是中华人民共和国北京市丰台區下辖的一个街道办事处，辖区与花乡乡域四界一致:55。

## 历史
“新村”这一地名始于1957年建成的丰台桥梁厂家属宿舍区:55，办事处始建于1958年6月。1983年3月，新村街道与黄土岗公社合并为黄土岗地区办事处，1987年分拆，恢复新村街道办事处。此后花乡地区所辖范围长期与新村街道重叠，直至2020年末。
2021年，丰台区增设玉泉营街道、看丹街道、花乡街道，同时撤销花乡地区，新村街道办事处辖区范围变更为东至与玉泉营街道界线，南至南四环西路，西至科怡路、造甲街，北至京广铁路。
2021年7月11日，看丹街道办事处。辖区范围东至马草河西侧，南至马草河北侧、中海九号苑社区东侧规划路、六圈南路，西至原新村街道与原宛平城地区办事处界线，北至京广铁路、西四环南路、丰台南路、科怡路、南四环西路。

## 行政区划
新村街道下辖以下地区：
育芳园社区、桥梁厂第一社区、桥梁厂第二社区、造甲南里社区、造甲村社区、怡海花园社区、三环新城第一社区、万年花城第一社区、三环新城第二社区、三环新城第三社区、万年花城第二社区、芳菲路社区、首经贸中街社区、优筑社区、鸿业兴园社区、鸿业兴园南社区、育菲园社区、刘孟家园社区和樊家村。